# 제29회 영국 아카데미 영화상
제29회 영국 아카데미 영화상은 1975년의 최고의 영화를 기리기 위해 1976년에 열린 시상식이다.

## 수상

### 작품상
- 엘리스는 이제 여기 살지 않는다 수상

### 데이빗 린 상
- 베리 린든 - 스탠리 큐브릭 수상

### 칼 포먼 상
- 레니 - 발레리 페린 수상

### 남우주연상
- 대부 2 - 알 파치노 수상
- 뜨거운 오후 - 알 파치노 수상

### 여우주연상
- 엘리스는 이제 여기 살지 않는다 - 엘렌 버스틴 수상

### 남우조연상
- 타워링 - 프레드 아스테어 수상

### 여우조연상
- 엘리스는 이제 여기 살지 않는다 - 다이안 래드 수상

### 각본상
- 엘리스는 이제 여기 살지 않는다 - 로버트 겟첼 수상

### 편집상
- 뜨거운 오후 - 디디 알렌 수상

### 촬영상
- 베리 린든 - 존 알콧 수상

### 음향상
- 내쉬빌 - William A Sawyer 수상

### 의상상
- 부서진 세월 - 앤 로스 수상

### 미술상
- 롤러볼 - 존 복스 수상

### 단편애니메이션작품상
- Bob Godfrey 수상

### 단편영화작품상
- 존 암스트롱 수상

### 안소니 아스퀴스상
- 죠스 - 존 윌리엄스 수상
- 타워링 - 존 윌리엄스 수상

### UN상
- 콘랙 수상

### 특별상
- G. Buckland-Smith 수상

## 같이 보기
- 제48회 아카데미상
- 제1회 세자르상
- 제28회 미국 감독 조합상
- 제33회 골든 글로브상
- 제28회 미국 작가 조합상